# Kenn Doane
Kenneth George Doane (nacido el 16 de marzo de 1986) es un luchador estadounidense retirado que firmó con WWE como entrenador en el WWE Performance Center. bajo el nombre de Kenny Dykstra.

## Vida personal
A principios de julio del 2006, un hombre llamado James Wilson denunció a Doane. Según él, Doane estaba junto con Mickie James en un coche y cuando les vio les pidió que le dieran un autógrafo. Según lo que dijo Wilson, James fue amable y le firmó, pero Doane le atacó y le tiró al suelo, causándole una lesión en el hombro al caer. Doane fue denunciado con los cargos de asalto, agresión, y vandalismo. La WWE le ofreció autógrafos de varios luchadores, pero él los rechazó, queriendo sólo el dinero de Ken.
Doane tuvo una relación con Mickie James, dejándola hace tiempo.

## Carrera

### Inicios
Doane hizo su debut profesional en el 2001 cuando tenía 15 años. Empezó a luchar en New England bajo el nombre de "Broadway" Kenn Phoenix. Más tarde fue entrenado por el luchador Killer Kowalski. Después de ponerse en contacto con la World Wrestling Entertainment, le dijeron que hiciera unas apariciones en su territorio de desarrollo, la Ohio Valley Wrestling.

### World Wrestling Entertainment (2003-2008)

#### 2003-2005
Doane hizo su primera aparición en la televisión nacional en la WWE con 17 años el 12 de mayo de 2003 en un episodio de WWE Raw como Ken Phoenix. Participó junto a su hermano, Mike Phoenix, en el "5-Minute White Boy Challenge" continuo de Rodney Mack donde Mack derrotó a luchadores caucásicos en 5 minutos. Mack derrotó a la pareja en 1:31 minutos, forzándoles a rendirse con su nueva llave, la "Blackout". Hizo otra aparición más tarde perdiendo contra Lance Storm en Sunday Night Heat antes de ser oficialmente contratado por la WWE, mandándolo a la OVW a tiempo completo el 4 de junio de 2004.

#### 2006-2008

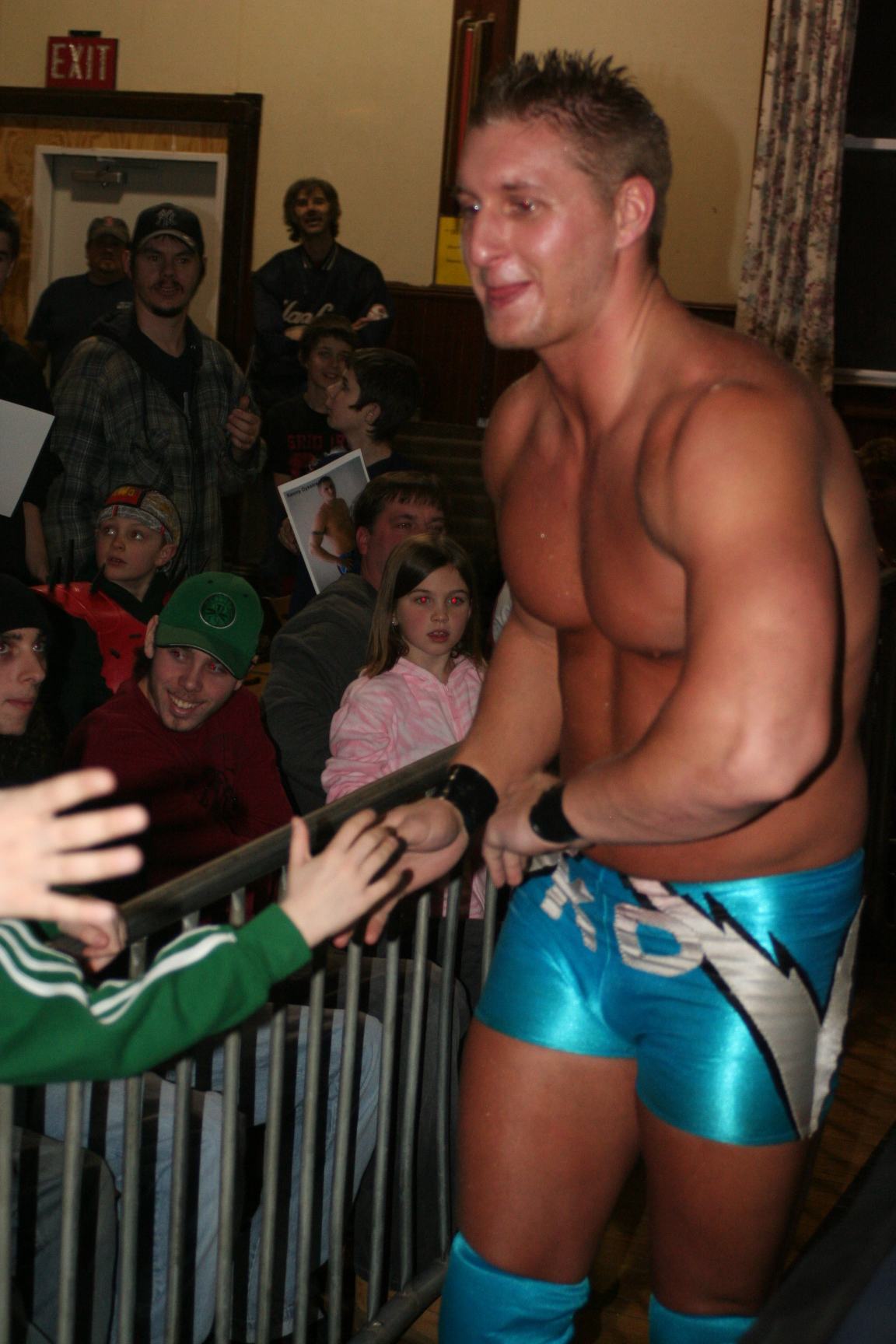
Ken Doane en un evento en 2010.

Después de estar dos años en la OVW, donde ganó el Campeonato de la Televisión de la OVW, Doane debutó en Raw como el líder de Spirit Squad, bajo el nombre de Kenny. The Squad se transformó en un grupo bajo las órdenes de Los McMahons y tuvieron un feudo con D-Generation X, y Ric Flair. Kenny y Mikey ganaron el Campeonato Mundial por Parejas de la WWE en el RAW después de WrestleMania 22 tras derrotar a Kane y The Big Show. Bajo la Freebird Rule, cualquier combinación de los 5 miemnbros podía defender el título, perdiéndolos frente a Flair y Roddy Piper, manteniéndolos durante 216 días, en Cyber Sunday.
Tras la ruptura de Spirit Squad, Kenny estuvo interesado en unirse a Rated-RKO (Edge y Randy Orton), quien insistió en probarse a sí mismo. Durante este tiempo, Doane debutó con un nuevo atuendo, música y nombre, siendo llamado Kenny Dykstra (en homenaje al jugador de baseball Lenny Dykstra). Continuó su feudo con Flair que dejó a medias por la ruptura de Spirit Squad, teniendo victorias sobre Flair pero perdiendo en su último combate. Después de su feudo, Dykstra fue trasladado al programa hermano de RAW, Heat, teniendo feudos con Eugene y Val Venis. Entonces formó equipo con Johnny Nitro, pero el dúo se disolvió cuando Doane fue trasladado a SmackDown! el 17 de junio de 2007 como parte del Draft suplementario de la WWE mientras que Nitro fue trasladado a la ECW.
Dykstra hizo su debut en SmackDown! el 6 de julio de 2007 perdiendo frente al re-debutante Chuck Palumbo. El 20 de julio de 2007 participó en una Battle Royal de 20 hombres para encontrar al Campeón Mundial de los Pesos Pesados de la WWE, en la cual fue eliminado por Chris Masters; luego perdió frente a Matt Hardy en una competición individual. Dykstra tuvo una relación sentimental con Victoria. Hicieron un equipo en peleas mixtas por equipos, normalmente contra Jimmy Wang Yang y Torrie Wilson y Chuck Palumbo y Michelle McCool. Además acompañó a otros al ring durante sus peleas. Tras esto, en el 2008, pasó a luchar únicamente en dark matches en solitario hasta el 15 de agosto, donde luchó contra el campeón de la WWE Triple H, perdiendo Ken. Tras esto, el 29 de agosto perdió frente al debutante R-Truth y el 10 de noviembre Ken fue despedido de la WWE.

### Circuito indepenediente (2008-2021)
Doane empezó a luchar en varias empresas independientes, destacando la Dragon Gate USA en 2009. También participó el 17 de enero de 2010 en el primer evento de la empresa EVOLVE Wrestling, perdiendo ante Jimmy Jacobs. Originalmente, Doane le había derrotado apoyándose en las cuerdas, pero Tommy Dreamer se lo indicó al árbitro y reinició el combate.

### Major League Wrestling (2019)
El 24 de julio de 2019, se anunció que los miembros del Escuadrón Dykstra y Mike Mondo ahora firmaron con Major League Wrestling (MLW). Se irían a estrenar en esos meses, Nunca digan, Nunca se vean.

### Segundo regreso a WWE (2021-presente)
Según los informes, el 6 de octubre de 2021, WWE volvió a contratar a Doane para trabajar como entrenador en el WWE Performance Center.

## En lucha
- Movimientos finales
  - Diving backhand chop - 2004-2006

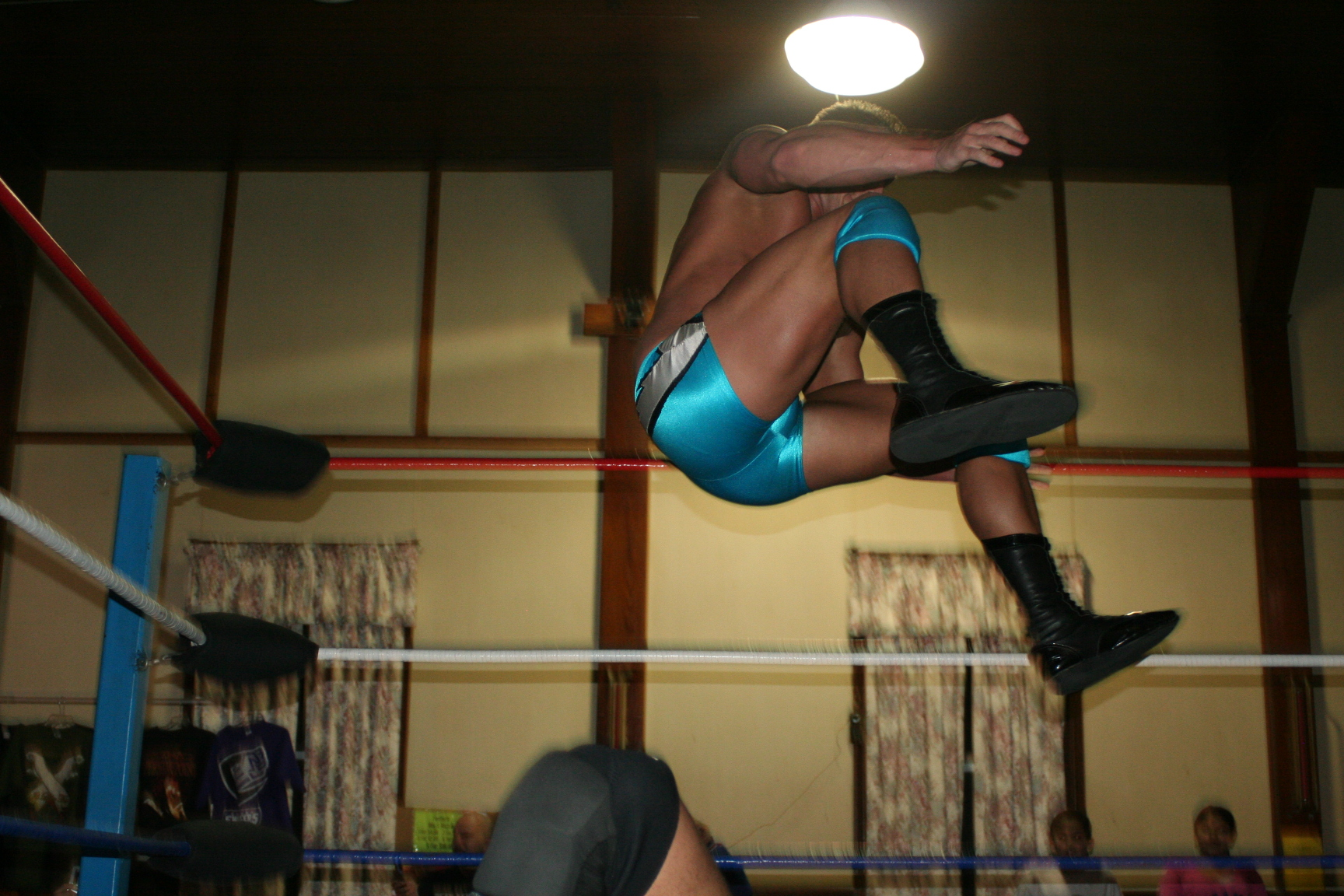
Kenn Doane aplicando su "Sky High Leg Drop".

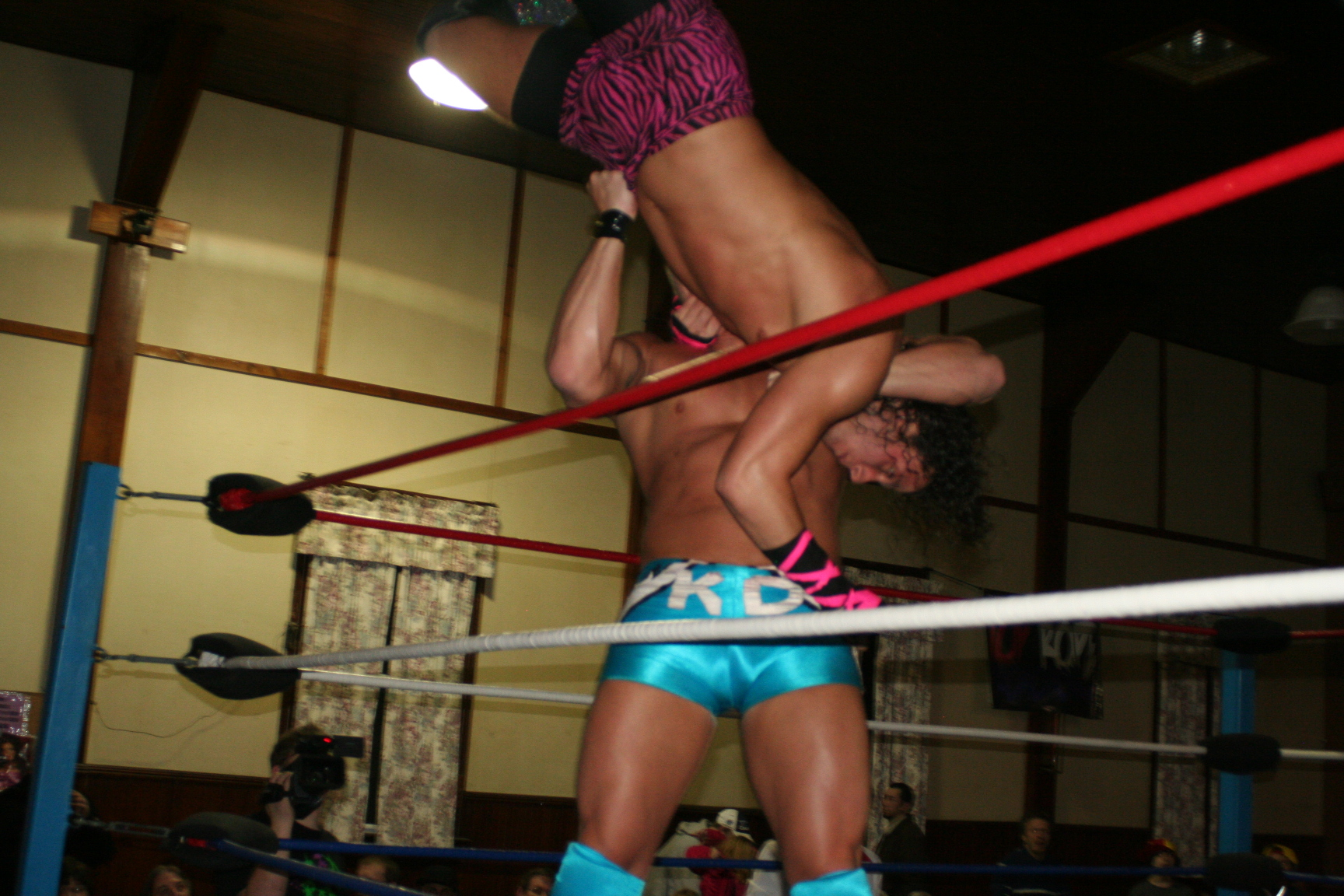
Kenn Doane aplicando un "Suplex".

  - Doane Bomb (Senton bomb) - 2002-2004
  - Doane Drop (Backbreaker rack drop) - 2002-2004
  - Doane Elbow (Diving back elbow smash) - 2002-2004
  - Doane-Nation (Diving lariat, a veces desde la segunda cuerda) (Dragon Gate USA/OVW) - 2002-2004
  - Dykstra Kick (Running calf kick) - 2006-2021
  - High knee - 2002-2004
  - Lifting belly to back suplex neckbreaker slam (OVW) - 2004-2006
  - Reverse RKO (Jumping inverted cutter) (OVW) - 2004-2006; parodiado de Randy Orton
  - RKO (Jumping cutter) - (OVW) 2004-2006; parodiado de Randy Orton
  - Sky High Leg Drop[24] (Diving high-angle leg drop) - 2006-2021
  - Snap neckbreaker - 2006-2021
  - Spear - 2006-2021
  - United States of America Drop (Diving froearm drop) - 2004-2006
- Movimientos de firma
  - Belly to back suplex
  - Chop block
  - Diving crossbody
  - Falling DDT
  - Lifting neckbreaker
  - Knee breaker
  - Jumping back elbow smash
  - Jumping front dropkick, a veces desde una posición elevada
  - Rolling arm drag seguido de múltiples short-arm lariat
  - Running elbow drop
- Managers
  - Dean Ripley
  - Kenny Bolin
  - Sosay
  - Spirit Squad
  - Victoria
- Apodos
  - "The Future Hall of Famer"

## Campeonatos y logros
- Ohio Valley Wrestling
  - OVW Television Championship (1 vez)[9]

- Premiere Wrestling Federation - Northeast
  - PWF-NE Tag Team Championship (2 veces) - con Johnny Curtis

- World Wrestling Entertainment
  - WWE World Tag Team Championship (1 vez) - como miembro de Spirit Squad[25]

- Pro Wrestling Illustrated
  - Situado en el Nº307 en los PWI 500 del 2005[26]
  - Situado en el Nº126 en los PWI 500 del 2006[27]
  - Situado en el Nº123 en los PWI 500 del 2007[28]
  - Situado en el N°267 en los PWI 500 del 2008[29]